# بایاستان
بایاستان (به لاتین: Bayastan) یک روستا در قرقیزستان است که در شهرستان آلابقعه واقع شده‌است. بایاستان ۶٬۶۰۰ نفر جمعیت دارد.